# 伊塞拉布勒

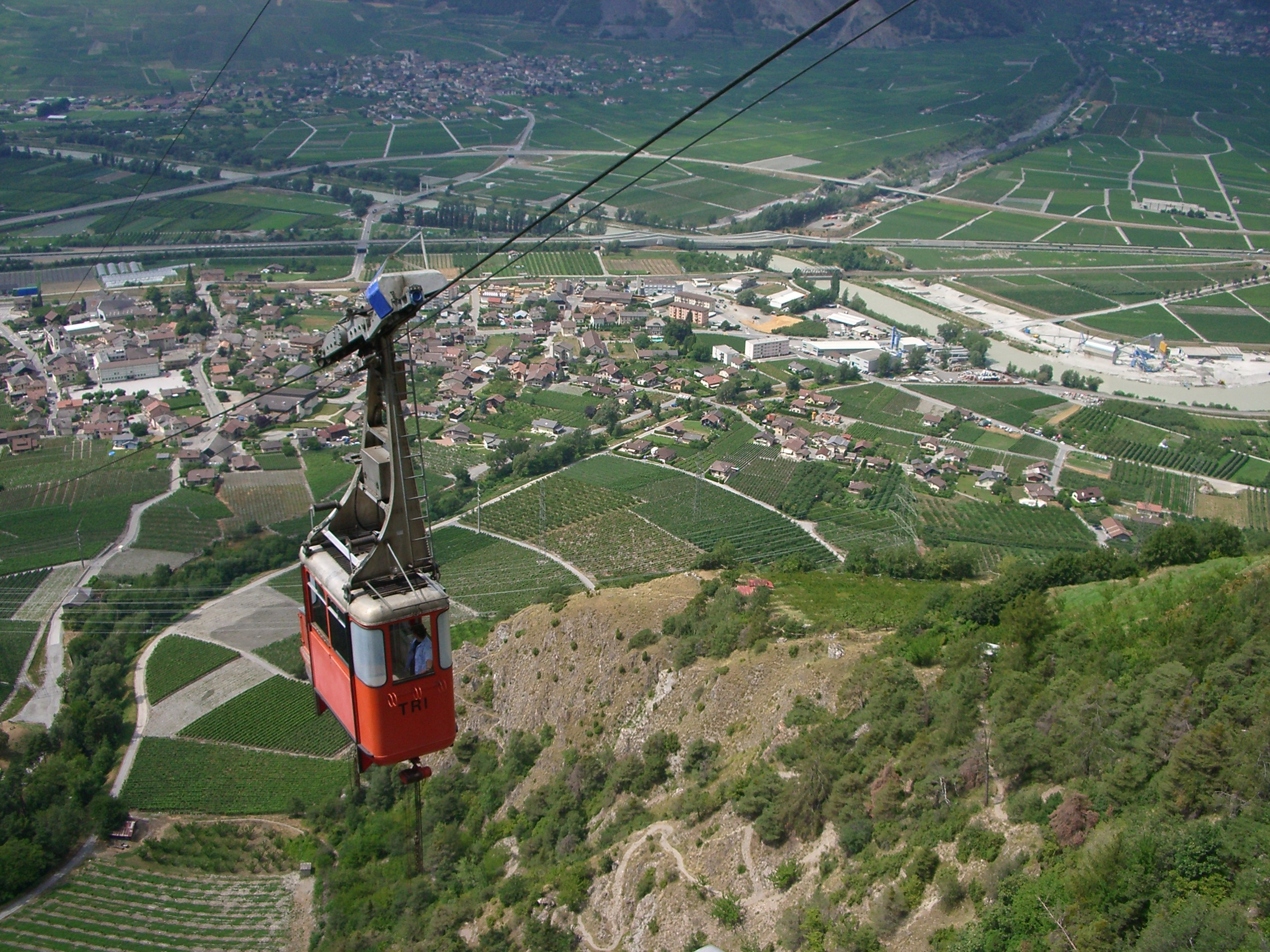

伊塞拉布勒（法語：Isérables）是瑞士瓦萊州的城鎮，位於隆河南岸的山坡上。面積15.23平方公里，海拔高度1,106米，2011年人口883，九成半人口信奉羅馬天主教，人口密度每平方公里58人。
伊塞拉布勒的名稱來自當地廣泛分佈的一種楓樹（érable）。

## 外部連結
- Official website（页面存档备份，存于） （法文）